# Estàtua de la Unitat
L'Estàtua de la Unitat és un monument dedicat al polític indi Sardar Vallabhbhai Patel (un dels fundadors de l'Índia moderna); l'estàtua està situada a la província de Gujarat, Índia. Amb una altura de 182 metres és l'estàtua més alta del món.
Com a part de la reforma de l'illa de Sadhu Bet, a part de l'estàtua, es va construir un monument, un centre de visitants, un jardí commemoratiu, un hotel, un centre de congressos i un parc de diversions, com també centres de recerca i uns instituts. Fou inaugurada el 31 d'octubre de 2018.

## Construcció
El projecte va ser anunciat per la primera vegada el 7 d'octubre de 2010. L'altura total de l'estàtua, des de la seva base, és de 240 metres. La base posseeix una altura de 58 metres i l'estàtua és de 182 metres. Està construïda amb una estructura d'acer, formigó armat i revestiment de bronze.
El consorci Turner Construction (project manager del gratacel Burj Khalifa de Dubai), Michael Graves & Associates i el Meinhardt Group van supervisar el projecte. Va costar cinc anys per a finir-lo, un any per a la planificació, tres anys per a la construcció i dos mesos per al lliurament per part del consorci. El projecte complet amb l'estàtua i els altres edificis (monument, centre de visitants, jardí, hotel, centre de congressos, el parc d'atraccions i l'institut de recerca) van costar prop de 25 milions de rupies índies (420 milions de dòlars americans). La primera fase del projecte, incloent-hi la construcció de l'estàtua principal, un pont que connecta l'estàtua a la riba del riu i la reconstrucció de la carretera de 12 quilòmetres al llarg de les riberes dels rius va costar 20.63 mil milions de rupies índies (US $ 340 milions de dòlars). Les ofertes de licitació per a la primera fase van començar a partir d'octubre de 2013. L'última data per a la presentació d'ofertes va ser el 30 de novembre de 2013.
El monument va ser construït sobre un model PPP, amb la major part dels diners recaptats per contribució privada. El Govern de Gujarat va assignar 100 milions de rupies per al projecte al pressupost 2012-2013.
El llavors ministre cap de Gujarat, Narendra Modi (en l'actualitat primer ministre de l'Índia), va posar la primera pedra de l'estàtua el 31 d'octubre de 2013, quan es complia l'aniversari 138 del naixement de Sardar Vallabhbhai Patel. Narendra Modi, juntament amb LK Advani, va anunciar al públic que després de la finalització del projecte, aquesta seria l'estàtua més alta del món. La construcció va començar el 26 de gener de 2014 i fou inaugurada el 31 d'octubre de 2018. L'escultor nord-americà Joe Menna, tingué l'encàrrec del disseny de l'estàtua.